# Río de la Miel (Málaga)
El río de la Miel es un corto río de España de la cuenca mediterránea andaluza, que discurre en su totalidad por el territorio del este de la provincia de Málaga, cerca del límite con la provincia de Granada.

## Curso
Tiene una longitud de unos 7,5 km. Nace en lo alto de la cuesta del Espartal, en la Sierra de Almijara, a unos 1500 de altitud, y discurre en dirección norte-sur hasta su desembocadura en el Mediterráneo en la playa de las Alberquillas, junto a la torre del Río de la Miel.  
La cuenca de río de la Miel abarca una superficie de 18,6 km² que recoge las aguas de los manantiales de la Sierra de Almijara, siendo su curso uno de los más regulares de toda la sierra.  
Como vestigios del pasado industrial del río quedan junto a su desembocadura las minas del Molino de Papel, antigua fábrica del año 1799 y que funcionó hasta principios del siglo XX, y los restos del Molino de Martín cauce arriba.

## Flora y fauna
La vegetación se caracteriza por la presencia de jaral de bolinas, palmito, retama, tomillo, cantueso, espliego, cerrillo, artemisia y albaida. Esta abundancia de matorral propicia el hábitat de la culebra de agua, el lagarto ocelado y la culebra de herradura. Las aves están ampliamente representadas por la abubilla, la perdiz, el cernícalo, el mochuelo, el ruiseñor. Entre los mamíferos hay que mencionar la presencia del erizo, la comadreja, la musaraña, el zorro y la gineta.